# Apra bispora
Apra bispora är en svampart som beskrevs av J.F. Hennen & F.O. Freire 1979. Apra bispora ingår i släktet Apra och familjen Raveneliaceae.   Inga underarter finns listade i Catalogue of Life.